# Surulere
Surulere est une zone de gouvernement local de l'État de Lagos au Nigeria crée en 1991.
Surulere est une zone résidentielle et commerciale de l'État de Lagos.

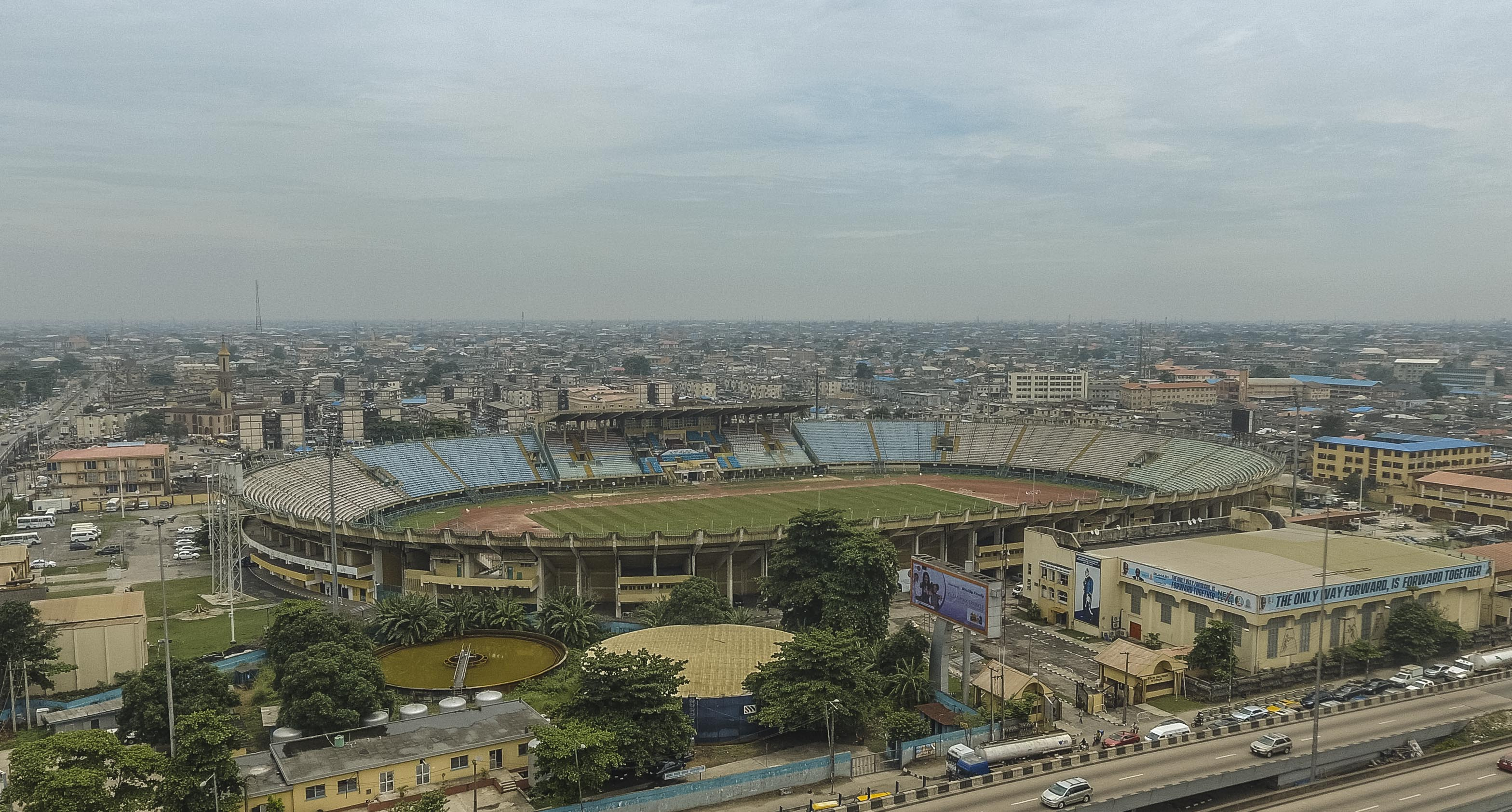
Le stade Teslim Balogun.